# Katharaki, Badami
Katharaki là một làng thuộc tehsil Badami, huyện Bagalkot, bang Karnataka, Ấn Độ.